# Malacocephalus
Malacocephalus is een geslacht van straalvinnige vissen uit de familie van rattenstaarten (Macrouridae). Het geslacht is voor het eerst wetenschappelijk beschreven in 1862 door Guenther.

## Soorten
- Malacocephalus boretzi Sazonov, 1985
- Malacocephalus hawaiiensis Gilbert, 1905
- Malacocephalus luzonensis Gilbert & Hubbs, 1920
- Malacocephalus nipponensis Gilbert & Hubbs, 1916
- Malacocephalus occidentalis Goode & Bean, 1885
- Malacocephalus okamurai Iwamoto & Arai, 1987
- Malacocephalus laevis (Lowe, 1843)